# Jean Zens

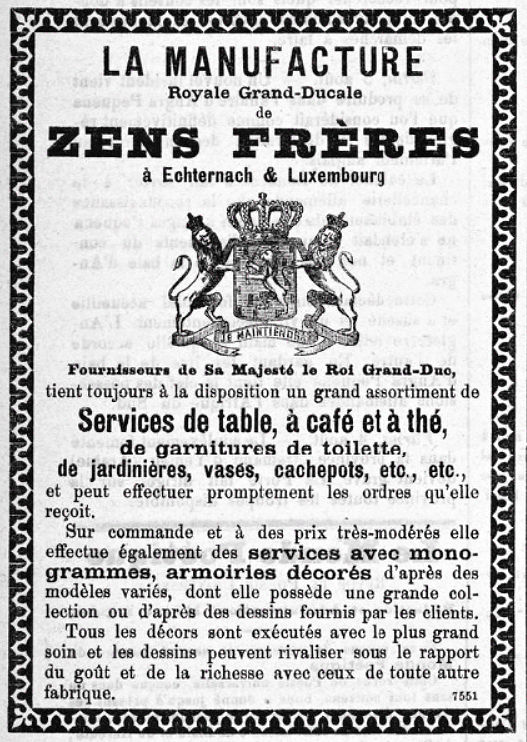
Advertentie van Zens frères (1884)

Johann (Jean) Zens (Rollingergrund, 22 april 1832 – aldaar, 14 februari 1916) was een Luxemburgs ondernemer en kunstschilder.

## Leven en werk
Jean Zens was een zoon van Peter (Pierre) Zens en Elisabetha Henrici. Zijn geboorteplaats Rollingergrund behoorde destijds tot de gemeente Eich, werd in 1849 een zelfstandige gemeente en werd in 1920 samengevoegd met de hoofdstad tot een van de stadsdelen van Luxemburg. Net als zijn vader werkte Zens in de aardewerkindustrie, hij werd daarvoor opgeleid op verschillende ateliers.
In 1874 opende Zens met zijn broer Pierre (1843-1921) en de schilder August Kunz (1830-1878) een eigen bedrijf, waar porselein werd beschilderd dat uit Frankrijk en Duitsland afkomstig was. De Manufacture Royale Grand-ducale de peinture céramique Zens Frères à Echternach werd gevestigd in een voormalige kazerne, dicht bij de abdij van Echternach. Vier jaar later wonnen ze op de Exposition Universelle, de wereldtentoonstelling in Parijs, een zilveren medaille voor hun werk. Het bedrijf kreeg opdrachten van porseleinfabrikanten als Villeroy & Boch en de Manufacture de porcelaine de Limoges. In 1880 werd Jean Zens lid van de Kamer van Koophandel. Zens Frères verhuisde rond 1886 naar de Großstrasse in Luxemburg-Stad. In 1908 werd het bedrijf opgeheven.
Zens maakte naam als bloemschilder, hij schilderde bloemstukken op porseleinen vazen en serviezen en in aquarel op doek. Hij sloot zich aan bij de kunstenaarsvereniging Cercle Artistique de Luxembourg.
Jean Zens overleed op 83-jarige leeftijd.

## Enkele werken

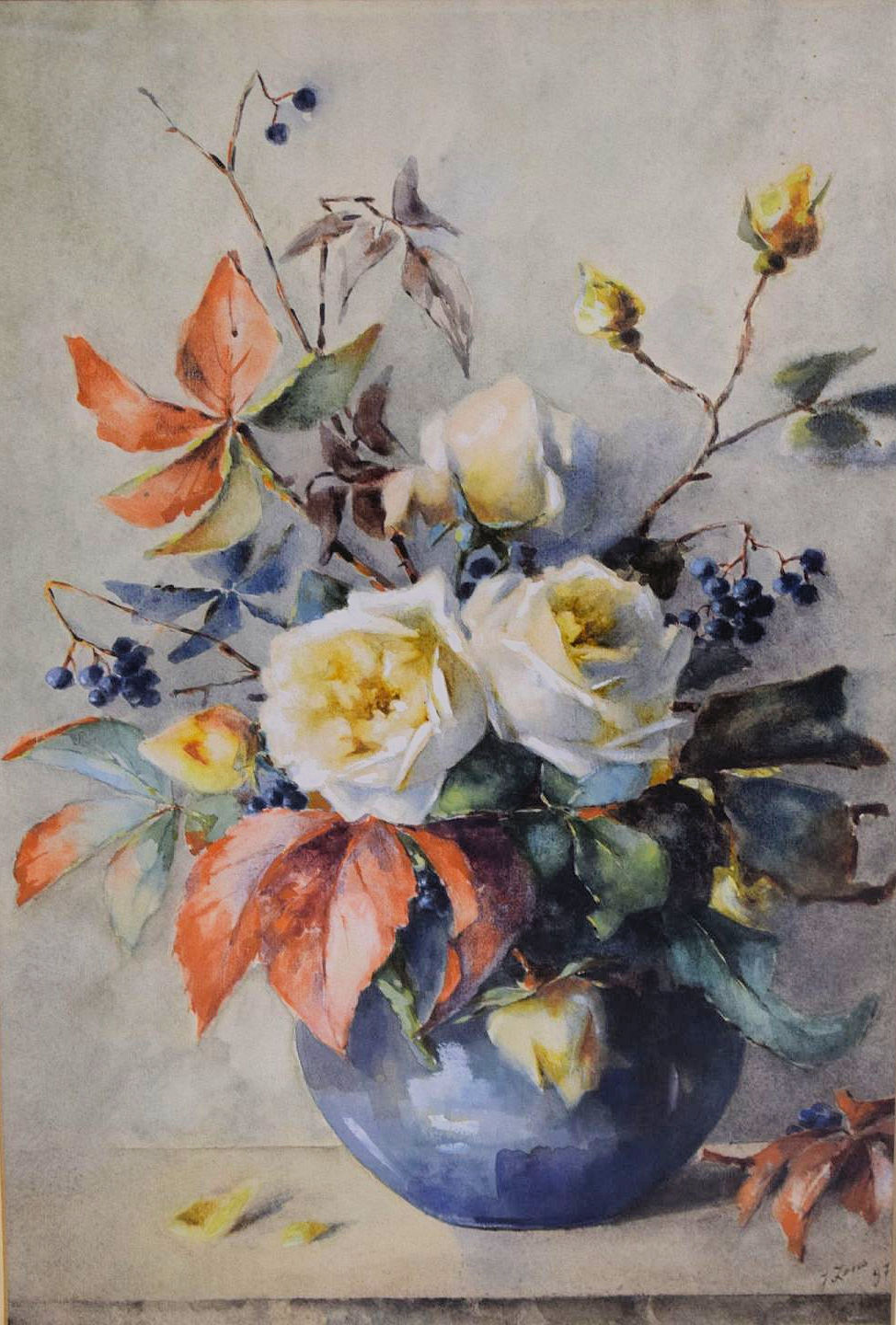
Boeket in een blauwe vaas (1897)
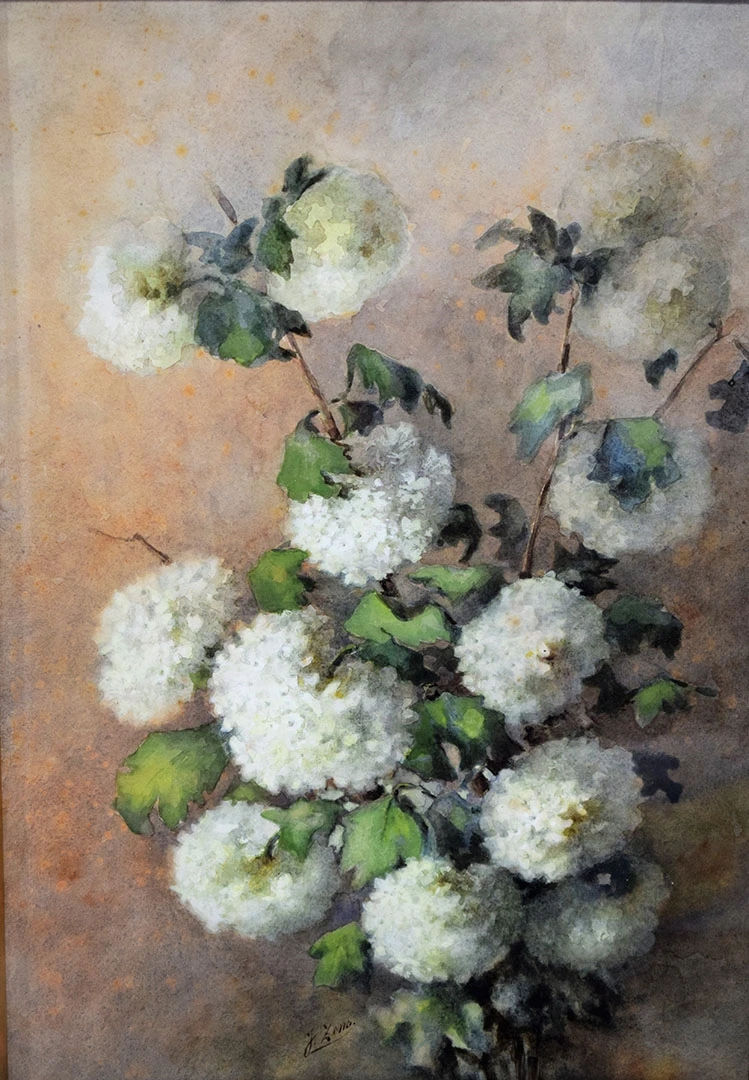
Meiboeket

- Musée national d'archéologie, d'histoire et d'art: lkl000150
- RKD-Nederlands Instituut voor Kunstgeschiedenis: 451765